# کاتااوکا آنی‌اوسوکه (ششم)
ششمین کاتااوکا آنی‌اوسوکه (انگلیسی: Kataoka Ainosuke VI؛ زادهٔ ۴ مارس ۱۹۷۲) یک هنرپیشه اهل ژاپن است.